# ويليام كروكس (سياسي)
ويليام كروكس هو سياسي كندي، ولد في 6 أغسطس 1776، وتوفي في 31 ديسمبر 1836.